# 해동과학문화재단
해동과학문화재단은 사회일반의 이익에 공여하기 위하여 공익법인의 설립운영에 관한 법률의 규정에 따라 학문의 발전과 산업기술 진흥을 위한 공익적 지원사업을 행할 목적으로 1991년 3월 30일 설립허가된 대한민국 미래창조과학부 소관의 재단법인이다. 사무실은 서울특별시 서초구 서초동 1362-14에 있다.